# Metaclisis sulcata
Metaclisis sulcata är en stekelart som beskrevs av Lubomir Masner 1981. Metaclisis sulcata ingår i släktet Metaclisis och familjen gallmyggesteklar. Inga underarter finns listade i Catalogue of Life.